# Aimé Dossche
Aimé Dossche (Landegem, Nevele, 28 de marzo de 1902-30 de octubre de 1985) fue un ciclista belga que fue profesional entre 1924 y 1933. Durante su carrera profesional consiguió 11 victorias, entre ellas 3 etapas en el Tour de Francia y tres ediciones del Campeonato de Flandes.

## Palmarés
- 1924
  - 1º en la París-Cambrai
- 1925
  - 1º en el Campeonato de Flandes
- 1926
  - Vencedor de 2 etapas al Tour de Francia
- 1927
  - 1º en Mere
- 1928
  - 1º en el Campeonato de Flandes
  - 1º en Erembodegem
  - 1º en el Critérium de la Xampanya
- 1929
  - 1º en la París-Cambrai
  - Vencedor de una etapa al Tour de Francia
- 1931
  - 1º en el Campeonato de Flandes

### Resultados al Tour de Francia
- 1926. 15º de la clasificación general. Vencedor de 2 etapas
- 1929. Abandona (12.ª etapa). Vencedor de una etapa. Lleva el maillot amarillo durante 3 etapas
- 1930. 12º de la clasificación general